# 默 (電影)
是一部2018年英國和德國合拍的科幻懸疑片，由鄧肯·瓊斯執導並與麥可·羅柏·強森、戴蒙·皮普爾斯共同擔任編劇。電影主演包括亞歷山大·史柯斯嘉、保羅·路德和賈斯汀·瑟魯斯。故事敘述一名啞巴酒保在柏林尋找愛人的過程中陷入了迷茫。
該片被鄧肯·瓊斯形容是2009年電影《2009月球漫遊》的「精神續作」。《默》2018年2月23日在Netflix上發行。

## 劇情
在2035年，酒保李歐因童年事故失声，在柏林一家由馬克西姆经营的脱衣舞俱乐部工作。李歐与服务员娜迪拉交往，而娜迪拉暗中急需钱财。在一次骚乱中，顾客史都華性骚扰娜迪拉，李歐愤怒地殴打了他。
在李歐的公寓里，娜迪拉想要告诉他一件重要的事情，但李歐向她展示他亲手雕刻的床作为礼物，她被感动了，与他发生了关系。与此同时，馬克西姆的黑帮成员会见了美国外科医生「仙人掌」比爾和杜克，两人经营着一家黑市诊所。比爾催促馬克西姆为他伪造证件，以便带着女儿乔西离开柏林，而杜克则喜欢柏林，经营着模控义肢手术的副业。
在俱乐部，史都華再次挑衅李歐，李歐与他打斗后被解雇。李歐无法联系上娜迪拉，便向她的室友卢巴求助，但卢巴拒绝了他。根据娜迪拉写在他笔记本上的地址，李歐找到了奥斯瓦尔德。奥斯瓦尔德误以为李歐是为馬克西姆的手下尼基·西姆塞克工作，西姆塞克正从馬克西姆的妓女生意中私吞钱财。李歐找到正在照看乔西的西姆塞克，与乔西建立了友谊，将从奥斯瓦尔德那里得到的钱以及一封揭发西姆塞克的字条留在馬克西姆的手下面前。
在追踪娜迪拉的地址后，李歐发现卢巴以娜迪拉的名义做妓女。卢巴深爱娜迪拉，对李歐心生嫉妒。利用冰箱上的通讯录，李歐找到了娜迪拉的母亲，得知娜迪拉其实是乔西的母亲，而她的前夫仙人掌比爾正是导致她失踪的罪魁祸首。
在馬克西姆的命令下，比爾和杜克折磨西姆塞克。期间，比爾发现杜克是个恋童癖，于是威胁说如果他再碰孩子，就会折断他的手。然而，馬克西姆通知比爾，他的伪造证件已经准备好，比爾欣喜若狂，原谅了杜克，提议把自己的房子和工作让给他，让杜克关闭诊所，远离儿童。杜克在与比爾发泄不满时，无意间透露自己一直在匿名向李歐发送短信。之后，他们因小偷小摸被保安拦下，比爾威胁要杀了保安。杜克想要阻止，比爾却对他动手。愤怒的杜克于是给李歐发短信，告诉他比爾正前往俱乐部。李歐用自己制作的床梁作为武器，打倒馬克西姆的手下，夺走比爾的伪造证件。
在比爾的房子里，李歐找到受伤的西姆塞克和被装在袋子里的娜迪拉尸体。原来，比爾谋杀了娜迪拉，而娜迪拉一直在攒钱，是想要贿赂宪兵让他驱逐出境。愤怒的李歐杀死西姆塞克后，比爾袭击了他，但李歐用比爾自己的刀将他刺死。随后，杜克出现，拒绝带比爾去医院，而是调转乔西房间内的监控摄像头对准比爾的脸，威胁让他亲眼目睹自己侵犯乔西。
杜克打晕李歐，给他植入了电子人工喉，以便逼迫他为杀死比爾道歉。李歐拒绝后，杜克带他来到李歐唯一一张娜迪拉的照片拍摄的桥上。那张照片是在娜迪拉、比爾和杜克一起旅行时拍的。李歐仍然拒绝道歉，而是深吸一口气，将两人一起推入水中。他溺死了杜克，游上水面，发现乔西正站在桥边。他用新获得的声音提醒乔西远离危险。最终，两人安全无恙，李歐告诉乔西，他会带她去找她的外祖母。

## 演員
- 亞歷山大·史柯斯嘉飾演李歐·拜勒（Leo Beiler）
- 保羅·路德飾演「仙人掌」比爾（"Cactus" Bill）
- 賈斯汀·瑟魯斯飾演杜克·特丁頓（Duck Teddington）
- 佛羅倫絲·卡松巴（英语：Florence Kasumba）飾演譚雅（Tanya）
- 吉爾伯特·歐沃爾飾演馬克西姆（Maksim）
- 丹尼爾·法瑟斯（英语：Daniel Fathers）飾演羅柏·克洛斯科夫斯基中士（Sgt. Robert Kloskowski）
- 洛爾·克拉克飾演史都華（Stuart）[3]

## 製作
2015年11月，導演鄧肯·瓊斯宣布，繼《魔獸：崛起》後，他下一部導演作為科幻懸疑電影，定名《Mute》，並由亞歷山大·史柯斯嘉與保羅·路德共同主演。該片已陷入開發地獄多年，但始終瓊斯表示，希望能夠執導這部電影，並形容這是一部《2009月球漫遊》的「精神續作」；該片的靈感許多來自雷利·史考特的1982年電影《銀翼殺手》。2016年5月30日，瓊斯確認拍攝有望於2016年在柏林進行，並在他的個人Twitter上釋出一些電影的概念藝術圖。2016年10月，賈斯汀·瑟魯斯正式加入劇組，其他演員包括吉爾伯特·歐沃爾、佛羅倫絲·卡松巴與洛爾·克拉克。

### 拍攝
鄧肯·瓊斯在自己的Twitter上宣布，拍攝工作將於2016年9月28日。Liberty Films UK證實，主要拍攝確實是那一天。電影的攝影師為曾於《2009月球漫遊》工作過的蓋瑞·蕭。

### 音樂
歌手克林特·曼塞爾被聘來為電影作曲。

## 發行
2016年10月12日，據透露，Netflix計劃於2017年將該片在線上發行，並在戲院有限上映。之後，該片的發行日延期至2018年。2018年1月，《默》定於2018年2月23日發行。

## 外部連結
- 互联网电影数据库（IMDb）上《Mute》的资料（英文）